# آرتور فراست (بازیکن فوتبال)
آرتور فراست (انگلیسی: Arthur Frost; ۱ دسامبر ۱۹۱۵ – ۱ ژانویهٔ ۱۹۹۸) بازیکن فوتبال اهل بریتانیا بود.
از باشگاه‌هایی که در آن بازی کرده‌است می‌توان به باشگاه فوتبال نیوکاسل یونایتد اشاره کرد.